# Venkatraman Ramakrishnan
Venkatraman "Venki" Ramakrishnan (Chidambaram, 1952) é um biólogo estrutural indiano-americano-britânico de origem indiana. Ele foi presidente da Royal Society, exercendo o cargo de novembro de 2015 até 2020.  Em 2009, venceu o Prêmio Nobel de Química juntamente com Thomas A. Steitz e Ada Yonath, "por estudos da estrutura e função do ribossomo".
Desde 1999, ele trabalha como líder do Laboratory of Molecular Biology (LMB) do Medical Research Council (MRC) em Cambridge Biomedical Campus, no Reino Unido, onde também é o vice-diretor.